# Проклятие 2 (фильм, 2006)
«Проклятие 2» (англ. The Grudge 2) — американский фильм ужасов 2006 года, снятый режиссёром Такаси Симидзу, является сиквелом фильма «Проклятие».
В США фильм получил рейтинг PG-13.

## Сюжет
Основное действие фильма фокусируется на проклятом доме погибшей семьи Саэки. Проклятие родилось, когда Такэо Саэки в приступе ревности убил свою жену Каяко, сына Тосио и их кошку, прежде чем покончить с собой. Героиня прошлого фильма — Карен Дэвис, американская студентка, попыталась сжечь дом, чтобы положить конец проклятию. Однако, дом уцелел, а Карен была госпитализирована в японскую больницу.

### История Обри
Обри, младшая сестра Карен, прибывает в Японию по указу матери. Карен умоляет Обри вызволить её из больницы, но та лишь испуганно отшатывается. Последнее, что говорит Карен: «Не ходи в этот дом». Там же Обри встречает местного журналиста — Исона, который хотел встретиться с её сестрой, чтобы разузнать о доме, который она подожгла. Привязанной к кровати Карен удается вырваться на свободу и убежать на крышу от преследующей ее Каяко, но призрак сбрасывает ее с высоты. Она падает на землю прямо перед Исоном и Обри, мгновенно погибая.
На следующий день Исон рассказывает Обри о проклятии, обитающем в доме Саэки. Исон и Обри посещают дом и находят старый дневник Каяко. Из него они узнают, что мать Каяко — Накагава Кавамата — была экзорцистом и скармливала дочери изгнанных духов, используя её чистую душу в качестве «приманки». Планируя посетить Накагаву на следующий день, Обри засыпает в квартире Исона, пока он проявляет некоторые фотографии дома Саэки. На одном из снимков проявляется дух Каяко и убивает Исона. Утром Обри обнаруживает его бездыханное тело и видит призрак Каяко.
Проделав немалый путь, Обри находит мать Каяко в маленькой деревне. Накагава объясняет, что проклятие необратимо, и с каждой жертвы его сила возрастет настолько, что даже стены дома Саэки его уже не смогут удержать. В этот момент женщина обнаруживает, что Обри привела Каяко с собой, и та убивает свою мать. Обри возвращается в дом Саэки, но перед этим звонит своей матери, чтобы сообщить о смерти Карен. В доме, девушка видит Карен (сцена из первой части, где она ищет Дага), следует за ней на второй этаж. В этот момент дом переносит Обри во время событие гибели семьи Саэки, где девушка подвергается нападению Такэо Саэки, который принял ее за свою жену Каяко. Такео убивает Обри тем же способом, что и Каяко, в результате девушка превращается в озлобленного духа, который становится заменой Каяко.

### История Эллисон
Две подруги — Миюки и Ванесса — под предлогом «дружбы» заманивают свою одноклассницу Эллисон в «самый проклятый дом во всей Японии», где всякий, кто войдёт в него — обречён (по словам девочек). Миюки и Ванесса уговаривают Эллисон влезть в шкаф и сосчитать до десяти. Эллисон видит призрак Каяко и начинает кричать, из-за чего девочки убегают. Первой жертвой проклятия становится Миюки. Во время её романтического свидания в отеле со своим парнем Майклом призрак Каяко утаскивает Миюки сквозь зеркало, пока Майкл несколько минут отсутствовал в душе.
На следующее утро Эллисон и Ванесса узнают от психолога школы мисс Дейл об исчезновении Миюки. На вопрос Эллисон, почему Ванесса и Миюки заперли её в том доме, первая оправдывается, что Эллисон сама этого хотела. Эллисон убегает, сопровождаемая мисс Дейл. Пока Ванесса осталась одна, с телефона Миюки ей звонит Тосио. Девушка выбегает на улицу к общественной телефонной будке и пытается перезвонить Миюки, но ее хватают Тосио и Каяко. Спустя несколько дней Эллисон в очередной раз беседует с мисс Дейл в её офисе, рассказывая, что Миюки и Ванесса стали жертвой проклятия, так как вошли в проклятый дом, но узнает, что мисс Дейл тоже посещала тот дом. Эллисон объясняет, что она будет следующей жертвой Каяко. В этот момент Эллисон видит с обеих сторон Миюки и Ванессу как призраков, и мисс Дэйл, которая тоже стала призраком, так как была уже убита Каяко еще тогда, когда вошла в дом. Эллисон выбегает из офиса.

### История Джейка
Шесть месяцев спустя в многоквартирном доме в Чикаго, 11-летний Джейк Кимбл встревожен странными происшествиями, происходящими в здании. Мальчик замечает в коридоре незнакомца в капюшоне, ведущего себя очень странно и живущего по соседству с семьей Кимблов, в квартире семьи Флемингов. Каждую ночь Джейк слышит за стеной подозрительный стук и странные шорохи. Его сестра Лэйси, не обращает внимания на опасения брата. Однажды Джейку удается проникнуть в квартиру соседей, где он видит, как на неизвестного смотрят страшные глаза сквозь залепленные газетными листами окна.
Тем временем его отец Билл и мачеха Триш попадают под влияние проклятия. Билл узнает о том, что у Триш с кем-то интрижка, но только он успевает обвинить жену в неверности, как Триш убивает его сковородкой. Салли, лучшая подруга Лэйси, также становится одержимой духом и погибает. Джейк и Лэйси возвращаются из школы и видят, что в квартире полный кавардак. Пока Лэйси обследует квартиру, Джейк находит тело своего отца. Через несколько минут он обнаруживает в ванной труп сестры, которую утопила одержимая призраком Триш. Она говорит испуганному мальчику, что пришло время для ванны, и через секунду Тосио утягивает её под воду. В ужасе Джейк выбегает из квартиры. Он сталкивается с незнакомцем в капюшоне - им оказывается до смерти напуганная Эллисон, скрывающаяся от призрака. Эллисон рассказывает Джейку, что проклятие последовало за ней после посещения дома Саэки. Джейк винит ее за то, что та привела зло в их дом, но тут же отшатывается от девушки в ужасе, увидев глаз Тосио в ее капюшоне. Девушка цепенеет, из капюшона вырываются руки призрака, обхватывают ее лицо и утаскивают Эллисон внутрь. На пол перед Джейком падает пустая толстовка. Оставшись в полном одиночестве в коридоре, мальчик поднимает кофту. Внезапно из рукава высовывается рука и хватает Джейка за запястье. Из толстовки с предсмертным хрипом высовывается голова Каяко.

## В ролях
| Актёр              | Роль              |
| ------------------ | ----------------- |
| Сара Мишель Геллар | Карен Дэвис       |
| Эмбер Тэмблин      | Обри Дэвис        |
| Ариэль Кеббел      | Эллисон Флеминг   |
| Мэттью Найт        | Джейк Кимбл       |
| Дженнифер Билз     | Триш Кимбл        |
| Эдисон Чэн         | Исон              |
| Сара Ремер         | Лейси Кимбл       |
| Кристофер Казинс   | Билл Кимбл        |
| Тереза Палмер      | Ванесса           |
| Мисако Уно         | Миюки Надзава     |
| Такако Фудзи       | Каяко Саэки       |
| Ога Танака         | Тосио Саэки       |
| Юя Одзэки          | Тосио Саэки       |
| Джоанна Кэссиди    | миссис Дэвис      |
| Такаси Мацуяма     | Такэо Саяки       |
| Ив Гордон          | школьный советник |
| Дженна Дуан        | Салли             |
| Шон Сайпс          | Майкл             |
| Ким Миёри          | мать Каяко        |
| Рё Исибаси         | детектив Накагава |